# 장길성
장길성(미상 ~ )은 조선민주주의인민공화국의 정치인이다. 조선로동당 중앙정치국 후보위원 겸 당 중앙군사위원회 위원이다.

## 경력
2017년 4월 조선 인민군 상장으로 승진하였고, 2017년 10월 당 중앙위원회에서 당 중앙군사위원과 정치국 후보위원으로 임명되었다.

## 기타
2018년 8월 김영춘 사망 당시에 국가장의위원회 위원을 맡았다.